# 第119回日劇學院賞
←第118回 - 第119回 - 第120回→
第119回日劇學院賞，針對2024年1月到3月在日本播出冬季檔連續劇所做出的投票與評比。本季獲最優秀作品賞為TBS電視台的《極度不妥！》，此劇共獲六項獎項為本季最多。

## 得獎名單

### 最佳作品
1. 極度不妥！[1]
2. 布基烏基
3. 大叔的內褲怎樣都無所謂！
4. 春暖花開的那一天
5. Eye Love You
6. 大叔之愛 2024

- 讀者票：1. Eye Love You；2. 廚房的愛麗絲 ；3. 大叔之愛 2024 ；4. 布基烏基 ；5. 火星-零的革命-

- 記者票：1. 極度不妥！；2. 春暖花開的那一天 ；3. 大叔之愛 2024 ；4. Eye Love You ；5. 布基烏基

- 評審票：1. 極度不妥！；2. 布基烏基 ；3. 大叔的內褲怎樣都無所謂！；4. SHUT UP ；5. 春暖花開的那一天

### 最佳男主角
1. 阿部貞夫（極度不妥！）[2]
2. 木梨憲武（春暖花開的那一天）
3. 原田泰造（大叔的內褲怎樣都無所謂！）
4. 田中圭（大叔之愛 2024）
5. 山下智久（正直不動產2）

- 讀者票：1. 阿部貞夫（極度不妥！）；2. 山下智久（正直不動產2）；3. 田中圭（大叔之愛 2024）；4. 櫻井翔（佔領新機場）；5. 道枝駿佑（火星-零的革命-）；

- 記者票：1. 阿部貞夫（極度不妥！）；2. 木梨憲武（春暖花開的那一天）；3. 田中圭（大叔之愛 2024）；4. 原田泰造（大叔的內褲怎樣都無所謂！）；5. 鈴鹿央士（黑暗兼職家族）

- 評審票：1. 阿部貞夫（極度不妥！）；2. 西島秀俊（再會指揮家）、 原田泰造（大叔的內褲怎樣都無所謂！）、 木梨憲武（春暖花開的那一天）；5. 田中圭（大叔之愛 2024）

### 最佳女主角
1. 趣里（布基烏基）[3]
2. 奈緒（春暖花開的那一天）
3. 門脇麥（廚房的愛麗絲）
4. 二階堂富美（Eye Love You）
5. 永野芽郁（因為你把心給了我）

- 讀者票：1. 二階堂富美（Eye Love You）；2. 門脇麥（廚房的愛麗絲）；3.  趣里（布基烏基）；4. 比嘉愛未（想做的女人和想吃的女人 Season 2）；5. 奈緒（春暖花開的那一天）

- 記者票：1. 奈緒（春暖花開的那一天）；2. 趣里（布基烏基）；3. 永野芽郁（因為你把心給了我）；4. 門脇麥（廚房的愛麗絲）；5. 二階堂富美（Eye Love You）

- 評審票：1. 趣里（布基烏基）；2. 奈緒（春暖花開的那一天）；3. 門脇麥（廚房的愛麗絲）；4. 二階堂富美（Eye Love You）；5. 永野芽郁（因為你把心給了我）

### 最佳男配角
1. 草彅剛（布基烏基）[4]
2. 蔡鍾協（Eye Love You）
3. 磯村勇斗（極度不妥！）
4. 小池徹平（不離婚的男人）
5. 吉田鋼太郎（大叔之愛 2024）

- 讀者票：1. 蔡鍾協（Eye Love You）；2. 永瀨廉（廚房的愛麗絲）；3. 草彅剛（布基烏基）；4. 林遣都（大叔之愛 2024）；5. 八木勇征（婚活奮鬥中）

- 記者票：1. 蔡鍾協（Eye Love You）；2. 草彅剛（布基烏基）、 磯村勇斗（極度不妥！）；4. 小池徹平（不離婚的男人）；5. 吉田鋼太郎（大叔之愛 2024）

- 評審票：1. 草彅剛（布基烏基）；2. 小池徹平（不離婚的男人）、 磯村勇斗（極度不妥！）；4. 高杉真宙（天才醫生的護佐鄰居）、 蔡鍾協（Eye Love You）

### 最佳女配角
1. 河合優實（極度不妥！）[5]
2. 篠田麻里子（不離婚的男人）
3. 仲里依紗（極度不妥！）
4. 菊地凜子（布基烏基）
5. 蘆田愛菜（再會指揮家）

- 讀者票：1. 山下美月（Eye Love You）；2. 前田敦子（廚房的愛麗絲）；3. 菊地凜子（布基烏基）；4. 河合優實（極度不妥！）；5. 福原遙（正直不動產2）

- 記者票：1. 河合優實（極度不妥！）；2. 仲里依紗（極度不妥！）；3. 篠田麻里子（不離婚的男人）；4. 菊地凜子（布基烏基）；5. 吉田羊（極度不妥！）

- 評審票：1. 河合優實（極度不妥！）；2. 蘆田愛菜（再會指揮家）；3. 菊地凜子（布基烏基）、 篠田麻里子（不離婚的男人）；5. 仲里依紗（極度不妥！）

### 最佳電視劇歌曲
1. 《回籠覺》Creepy Nuts（極度不妥！） [6]
2. 《快樂☆布基》中納良惠、酒井優、趣里（布基烏基）
3. 《幾億光年》Omoinotake（Eye Love You）
4. 《瞳》福山雅治（春暖花開的那一天）
5. 《只是為了幸福而活著啊》SUPER BEAVER（火星-零的革命-）

- 讀者票：1.《幾億光年》Omoinotake（Eye Love You）；2.《即使如此》miwa（廚房的愛麗絲）；3.《Lovin' Song》無限開關（大叔之愛 2024）；4.《We'll go together》Snow Man（再見了老師）；5.《只是為了幸福而活著啊》SUPER BEAVER（火星-零的革命-）

- 記者票：1.《睡回籠覺》Creepy Nuts（極度不妥！）；2.《快樂☆布基》中納良惠、酒井優、趣里（布基烏基）、《幾億光年》Omoinotake（Eye Love You）；4.《瞳》福山雅治（春暖花開的那一天）；5.《只是為了幸福而活著啊》SUPER BEAVER（火星-零的革命-）

- 評審票：1.《快樂☆布基》中納良惠、酒井優、趣里（布基烏基）；2.《睡回籠覺》Creepy Nuts（極度不妥！）；3.《東京布基烏基》趣里（布基烏基）；4.《寶者》AiNA THE END（再會指揮家）、《幾億光年》Omoinotake（Eye Love You）

### 最佳劇本
1. 宮藤官九郎（極度不妥！）[7]
2. 足立紳、櫻井剛（布基烏基）
3. 藤井清美（大叔的內褲怎樣都無所謂！）

### 最佳導演
1. 金子文紀、坂上卓哉、古林淳太郎、渡部篤史、井村太一（極度不妥！）[8]
2. 福井充廣、二見大輔、泉並敬真、鈴木航、盆子原誠（布基烏基）
3. 松本佳奈、龝山茉由（春暖花開的那一天）

### 特別獎
- 鈴木收（不離婚的男人）[9]

## 外部連結
- 第119回日劇學院賞 （页面存档备份，存于）